# Мејсвил (Кентаки)
Мејсвил (енгл. Maysville) град је у америчкој савезној држави Кентаки.

## Демографија
По попису из 2010. године број становника је 9.011, што је 18 (0,2%) становника више него 2000. године.
| Група             | 2000.         | 2010.         |
| Белци             | 7.700 (85,6%) | 7.592 (84,3%) |
| Афроамериканци    | 1.038 (11,5%) | 982 (10,9%)   |
| Азијати           | 54 (0,6%)     | 88 (1,0%)     |
| Хиспаноамериканци | 77 (0,9%)     | 126 (1,4%)    |
| Укупно            | 8.993         | 9.011         |